# Clytia gregaria
Clytia gregaria is een hydroïdpoliep uit de familie Campanulariidae. De poliep komt uit het geslacht Clytia. Clytia gregaria werd in 1862 voor het eerst wetenschappelijk beschreven door Agassiz. 